# 若尾幾造 (2代)

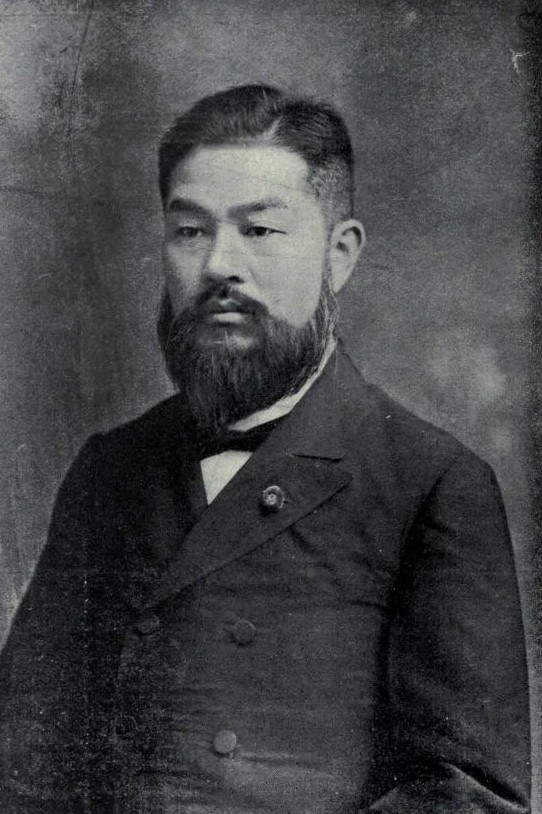
若尾幾造 (2代)

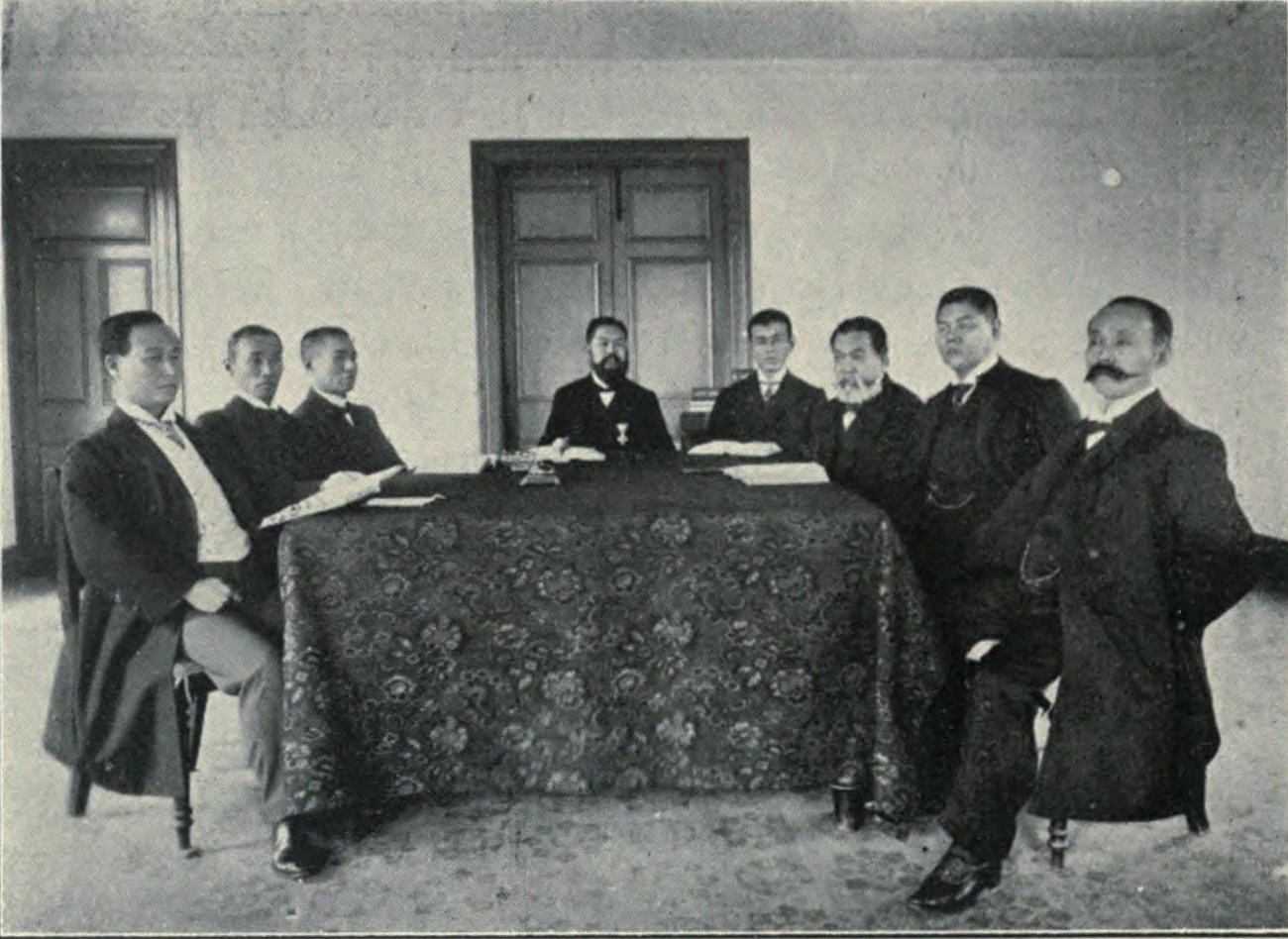
横浜取引所（1894年設立）。中央が若尾

2代 若尾 幾造（わかお いくぞう、1858年1月22日（安政4年12月8日）- 1928年（昭和3年）4月29日）は、日本の実業家、政治家。衆議院議員、貴族院多額納税者議員。幼名は隣之助、旧名・林平。

## 経歴
甲斐国巨摩郡在家塚村（のち山梨県中巨摩郡、現南アルプス市在家塚）で、初代若尾幾造の長男として生まれる。
家業の生糸貿易業に従事し、1896年（明治29年）に家督を相続し幾造（2代）と改名した。神奈川県高座郡藤沢町（現藤沢市）と埼玉県児玉郡本庄町（現本庄市）に生繭乾燥所を、また、高座郡鵠沼村（現:藤沢市）に製糸機械場、同郡明治村（現:藤沢市）に第二製糸場を設置して良質の生糸を製造し、海外に本邦蚕糸の優秀性を示して輸出の拡大に貢献した。その他、神奈川県蚕糸貿易商同業組合長、横浜蚕糸外四品取引所理事長、若尾銀行頭取、横浜電線製造取締役、横浜火災海上運送信用保険取締役、東京電燈取締役、日本鉄道取締役、京浜電気鉄道取締役、帝国ホテル取締役、横浜倉庫取締役、東洋モスリン取締役、日清紡績取締役、横浜電気取締役、東洋汽船監査役、横浜生命保険監査役、東亜製粉監査役、京浜電力取締役社長などを務めた。
また、横浜市参事会員、同瓦斯局長、同参与、同瓦斯常設委員長、横浜商業会議所常議員、生糸検査所臨時商議員、蚕業諮問会員などを歴任。1905年（明治38年）8月17日、貴族院多額納税者議員に就任し、1906年（明治39年）7月6日に辞職した。1912年（明治45年）5月、第11回衆議院議員総選挙で（神奈川県横浜市選挙区、立憲政友会所属）当選。その後、第13回、第14回総選挙でも再選され、衆議院議員を通算3期務めた。

### 湘南社と頌徳碑
1883年（明治16年）から84年頃にかけて、養蚕と器械製糸の「湘南社」を設立し、そののち1893年（明治26年）に持田角左衛門とともに生糸共同販売団体の「盛進社」の設立や、横浜若尾銀行藤沢支店の設立に関わった。この幾造の藤沢・高座郡域における養蚕業の貢献を顕彰して1914年（大正3年）に高さ661cmの頌徳碑が建立された。この頌徳碑は遊行寺境内にあったが、2000年ごろに破壊され、現形をとどめていない。

## 親族
- 妻 若尾詮子（せんこ、小笠原長守娘）[14]
- 長男 若尾幾太郎 - 実業家・衆議院議員[3]。
- 伯父 若尾逸平 - 実業家・貴族院多額納税者議員・甲府市長[3]